# 神田明神

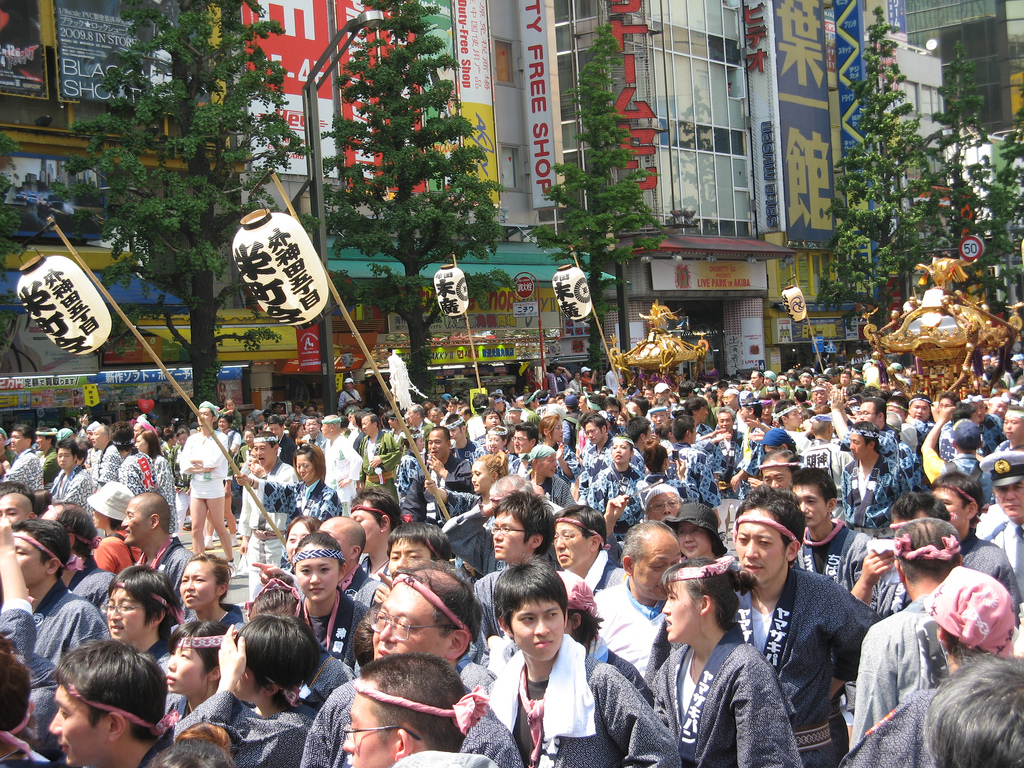
神田祭

神田明神（日语：／）是位於日本東京都千代田區外神田二丁目的一座神社。正式名稱為「神田神社」，作為舉行神田祭的神社而知名。神田、日本橋、秋葉原、大手町、丸之内、舊神田市場、築地魚市場等108町會之總氏神。舊社格為府社（現神社本廳的別表神社）。舊准敕祭社東京十社之一。

## 主祭神
- 大己貴命 結緣之神。供奉於天平2年（730年）。

- 少彦名命 商業繁榮之神。明治7年（1874年）祭祀於大洗磯崎神社。

- 平将門命 除魔避禍之神。 延慶2年（1309年）供奉，明治7年（1874年）搬遷至境內攝社的將門神社，昭和59年（1984年）回歸正殿供奉。

## 流行文化
因為神社位置靠近動漫文化的發源地秋葉原，成為了《Love Live!》系列，《命運石之門》，《東京暗鴉》等ACGN作品的舞台，也開始接受動漫愛好者前來聖地朝聖。2019年，神社被動漫觀光協會認定為「你會想參觀的 88 個日本動漫聖地」之一。也在神田明神文化交流中心[EDOCCO]設置了認證牌和御朱印。
在日本電視動畫《LoveLive!》中，神田神社直接出現且成為了主角群之一的東條希兼職擔任巫女的打工地點，該神社和其正前方的階梯《明神男坂》，也因此成為了該動漫支持者心目中的的「聖地」。而神社方面也和《LoveLive!》官方進行合作進行宣傳，指定以東條希為神社官方二次元代表人物，並且已經發售了東條希繪馬、護身符等周邊。
2014年12月31日，在LoveLive！官方的萬代頻道直播的特別節目（LoveLive！2014感謝忘年會）
中，正式宣佈了2015年將會與神田明神合作，參與神田明神兩年一度的大祭典神田祭。且2015年適逢神田明神搬遷至今址400周年紀念，將會進行比以往更盛大的慶祝活動。

## 外部連結
- 神田神社（神田明神） （页面存档备份，存于）